# 蓬图 (汝拉省)
蓬图（法語：Ponthoux，法語發音：[pɔ̃tu]）是法国汝拉省的一个旧市镇，位于该省东南部，属于圣克洛德区。2016年，蓬图与市镇拉旺莱圣克洛德合并为新的拉旺莱圣克洛德。

## 地理
蓬图（46°23'45"N, 5°48'39"E）面积2.18 平方千米，位于法国勃艮第-弗朗什-孔泰大區汝拉省，该省份为法国东部内陆省份，北起上索恩省，西北接科多尔省，西临索恩-卢瓦尔省，南至安省，东与杜省和瑞士接壤。
与蓬图接壤的市镇（或旧市镇、城区）包括：屈蒂拉、阿维尼翁-莱圣克洛德、拉旺莱圣克洛德、圣克洛德、圣吕皮桑。
蓬图的时区为UTC+01:00、UTC+02:00（夏令时）。

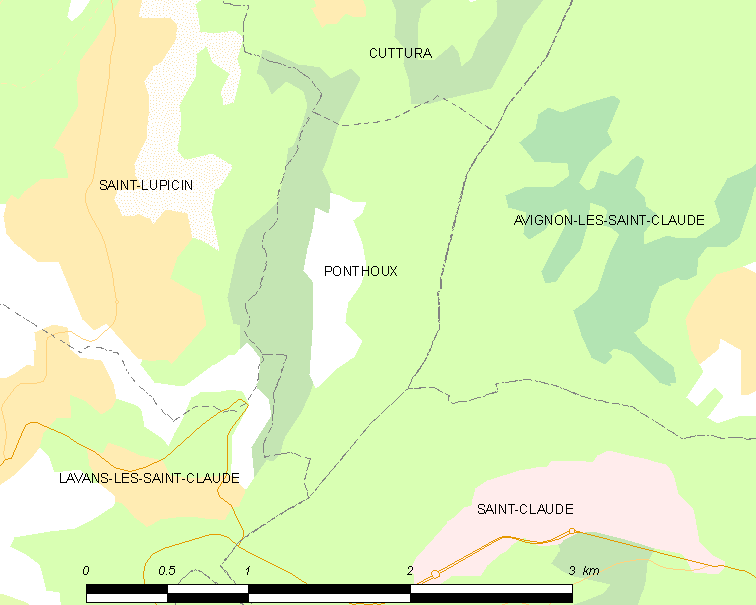
蓬图的OSM定位图

## 行政
蓬图的邮政编码为39170，INSEE市镇编码为39438。

## 政治
蓬图所属的省级选区为科托迪利宗县。

## 人口

1962-2008年间蓬图人口变化图示

蓬图于2018年1月1日时的人口数量为68人。